# Ricetto

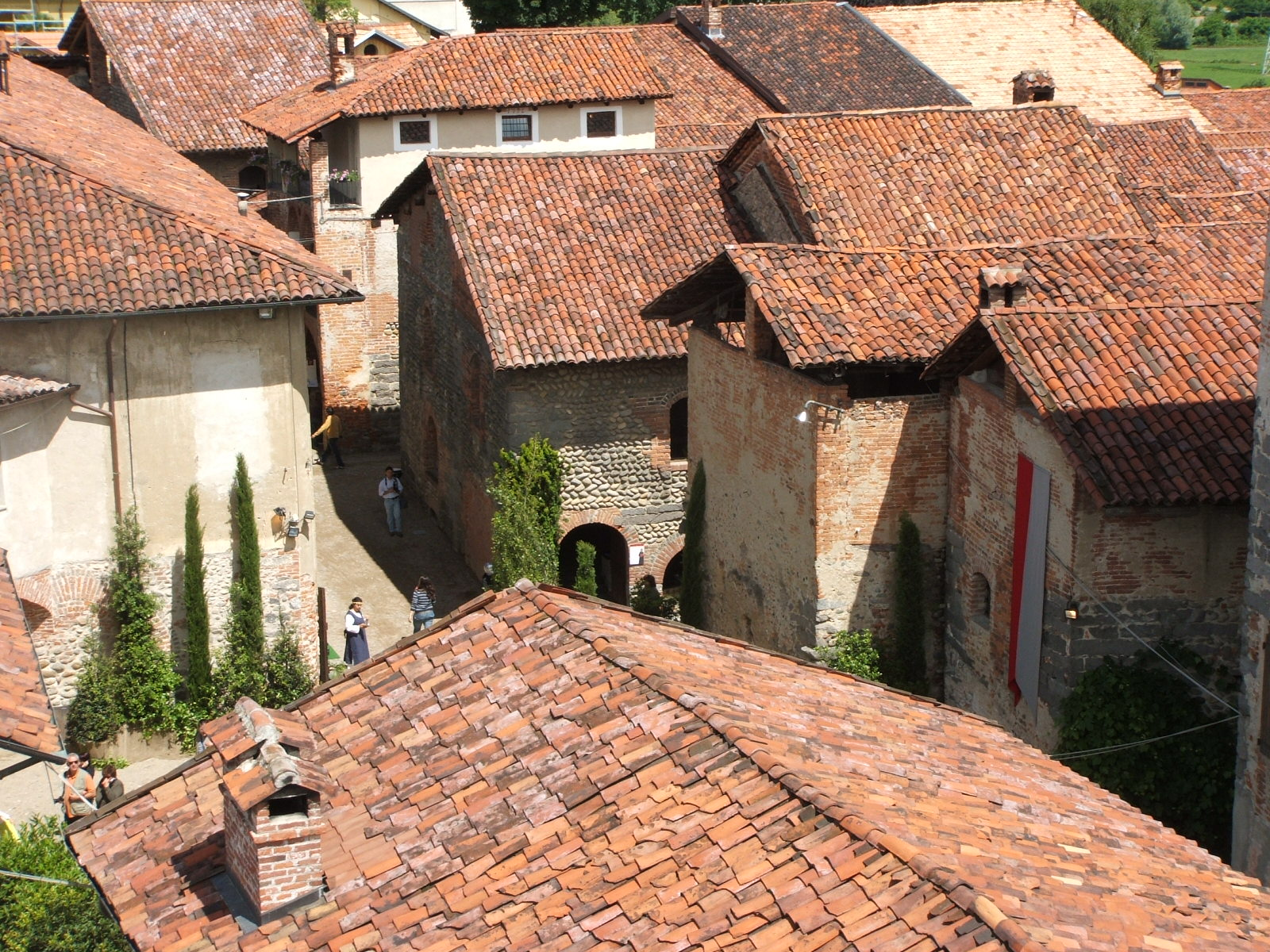
Case attraversate da rue al ricetto di Candelo

Il ricetto è una struttura fortificata in uso nell'Italia medievale, tipica del Piemonte; è un insieme di case circondate da mura e torri che fungeva da riparo per la comunità agricola in caso di pericolo.

## Struttura
La struttura architettonica su cui si fondavano i ricetti era nella maggior parte dei casi omologa e risultava composta da decine di edifici denominati cellule racchiusi entro un perimetro spesso di forma pentagonale.
In molti casi la struttura è cinta da mura inframezzate da torri di guardia, tonde o a forma parallelepipeda e attraversate da porte. Aperture di vario formato verso l'esterno consentivano il transito di persone e carri, anche attraverso ponti levatoi, nel caso di ricetti circondati da un fossato.
Il ricetto era attraversato da una più o meno fitta rete di piccole strade intersecanti fra loro, in gergo rue (termine che si richiama con evidenza alla lingua francese).
Così descrive i ricetti Carlo Nigra, l'architetto che per primo si cimentò in una sintesi teorica di questo tipo di edifici in Piemonte:
(Carlo Nigra 1937, p. 47)

## Tipologie
I ricetti possono venire suddivisi in tre tipologie costruttive:
- ricetti popolari, ovvero costruiti ex novo dalla popolazione di un villaggio in modo funzionale sia alle pratiche agricole (immagazzinamento scorte, vinificazione ....) che alle necessità di difesa in caso di emergenza (es. Candelo, Magnano);
- ricetti costruiti a partire da nuclei abitati preesistenti, che venivano fortificati grazie alla costruzione di fossati e/o di cinte murarie (es. Ponderano);
- ricetti adiacenti ad un castello, del quale in un certo senso costituivano una appendice fortificata dove la popolazione poteva rifugiarsi in caso di necessità (es. Valdengo, Verrone). Nei castelli della pianura pavese, il ricetto era costituito da una cerchia muraria, difesa da fossato, che si saldava con la struttura del castello[5].

## Esempi

### Piemonte
Diversi sono i ricetti tuttora esistenti e visitabili in Piemonte. Di particolare pregio è il ricetto di Candelo, nel borgo omonimo della provincia di Biella (l'unico a mantenere un aspetto coerente con le strutture medioevali originarie, con torri, cinta muraria e cellule edilizie).
Altri ricetti di importanza storica sono quelli di San Benigno Canavese, Baldissero Torinese, Fiorano Canavese, Pecetto Torinese e Oglianico, nella Città metropolitana di Torino, di Ghemme e Carpignano Sesia in provincia di Novara, di Lerma in Provincia di Alessandria e quello - ottimamente curato e al quale si accede attraverso una monumentale porta ad arco - di Magnano, ancora in provincia di Biella.
Il Centro Documentazione Ricetti del Piemonte, che con il sostegno della Regione Piemonte si occupa di raccogliere documentazione e compiere studi sui ricetti d'Italia e d'Europa, e che ha sede presso il ricetto di Candelo, ha censito, monitorato, e costituito una banca dati, sui circa duecento ricetti esistenti in epoca medioevale in Piemonte.

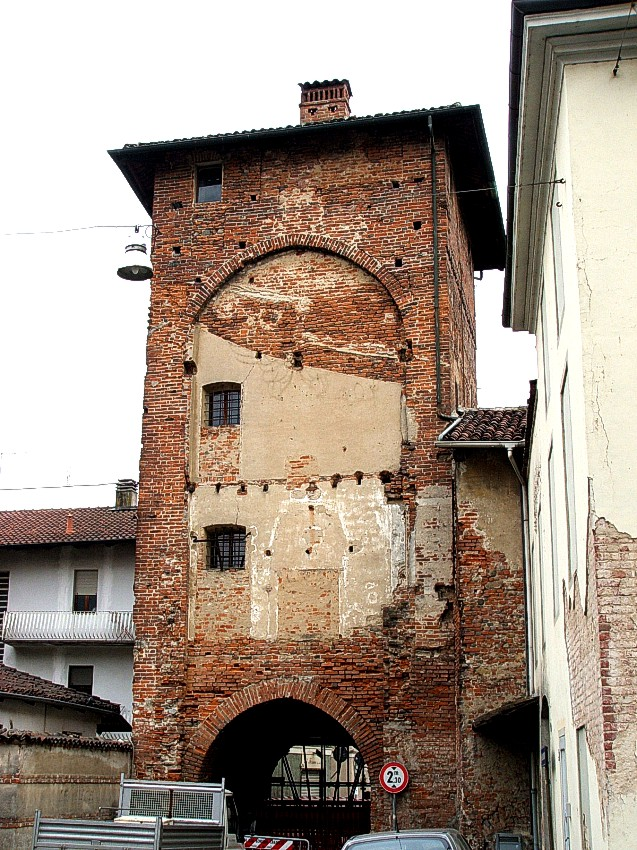
Porta di accesso al ricetto di San Benigno Canavese (TO)

Fra quelli in provincia di Biella - per i quali è stato siglato nel 2006 un protocollo d'intesa fra lo stesso Centro e la locale amministrazione provinciale - sono stati censiti i siti di:
- Castelletto Cervo - risale al XIII secolo, ma non ne restano tracce visibili
- Cavaglià - data di fondazione incerta ma presumibilmente attorno al XIII secolo; nessun resto visibile; la cartografia disponibile reca il solo tracciato dell'antico fossato
- Dorzano - è della fine del XIV secolo. Le cellule abitative sono oggi destinate a uso abitativo. La porta sormontata da una torre è allo stato di rudere
- Magnano - eretto nel 1204, ne sono state recuperate le mura, la torre porta e alcune cellule
- Mottalciata - più recente (risale al XIV secolo); a differenza del vicino castello, restaurato e adibito a uso abitativo, non se ne conserva traccia
- Ponderano - risalente allo stesso periodo di quello di Mottalciata, presenta della vecchia struttura la sola torre porta. Sono presenti anche tracce di una torre di difesa e parte delle mura di cinta
- Roppolo - edificato nel XV secolo, non se ne conservano tracce; sono stati recuperati soltanto i ruderi delle mura di difesa e il castello di epoca successiva
- Sandigliano - XIV-XV secolo. Rimane dell'antico impianto la sola torre delle prigioni, oggi torre campanaria
- Valdengo - tanto il castello come le cellule dell'originario ricetto sono state recuperate
- Viverone - risalente al Quattrocento, presenta parte delle mura, tracce delle antiche torri e alcune cellule interne.
- Candelo - risalente all'epoca medievale, presenti le mura e internamente adibito all'uso commerciale.

### Lombardia

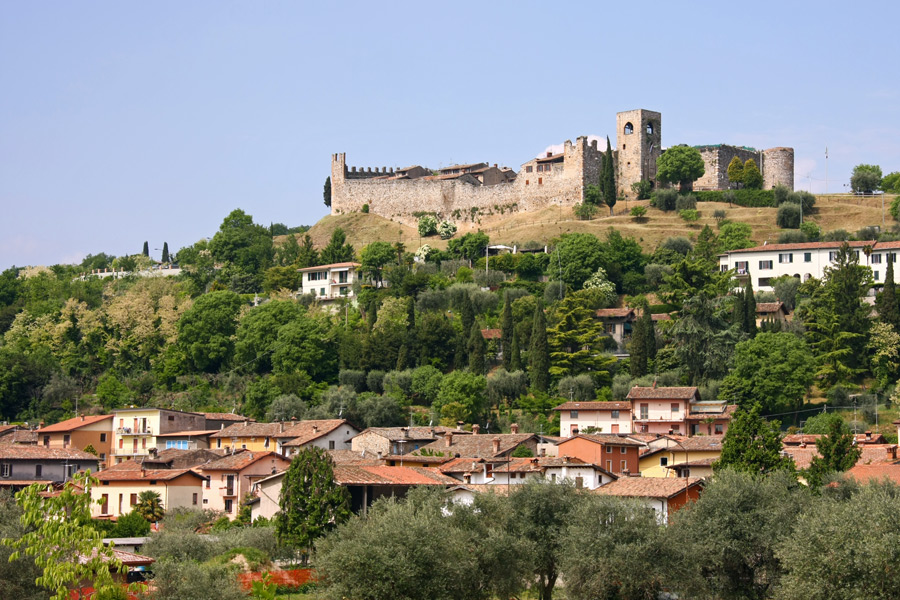
Il castello di Padenghe sul Garda

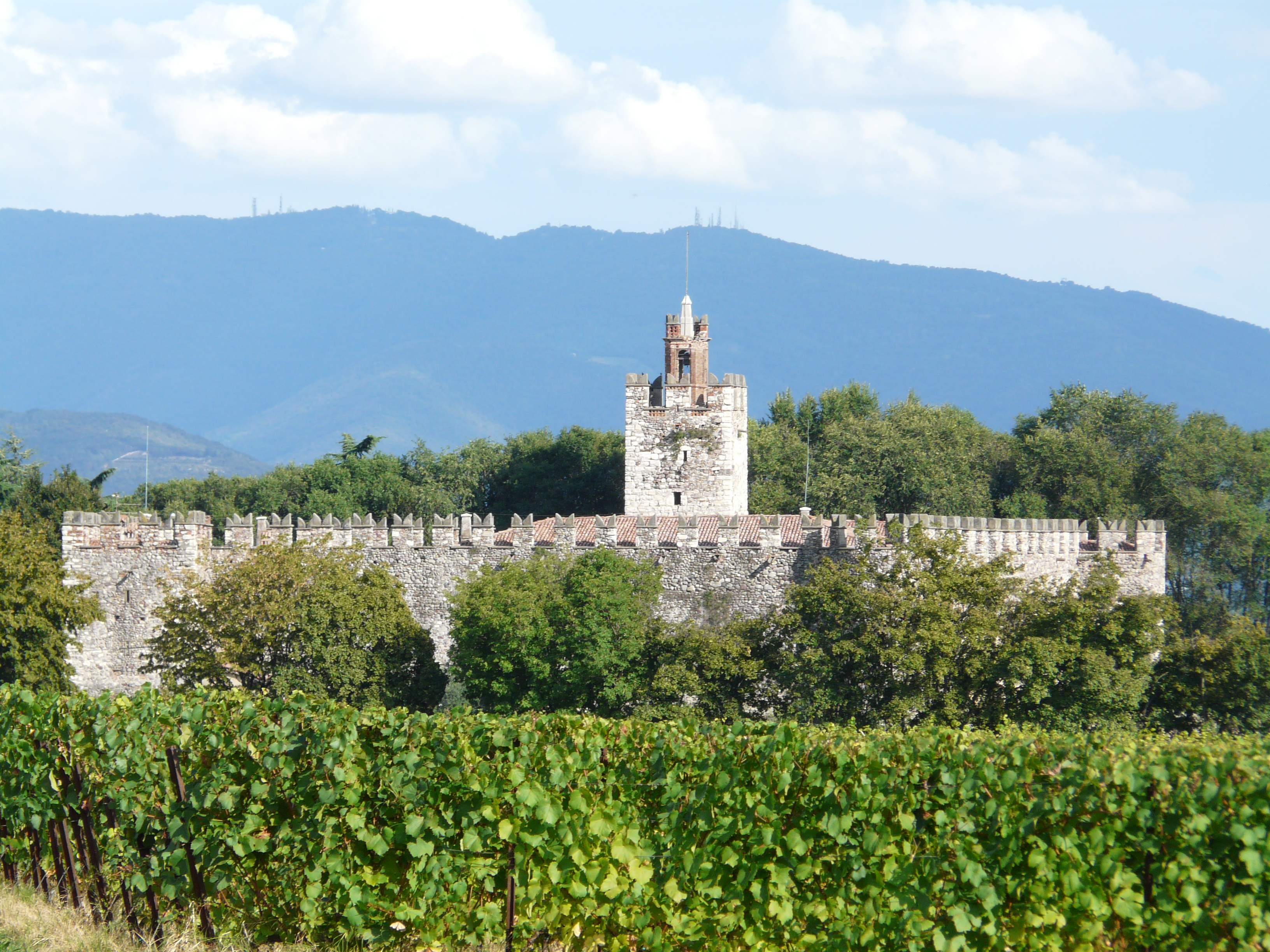
Il castello di Passirano

Nel territorio di Brescia, i ricetti si concentrano principalmente in due aree: la Valtenesi e la Franciacorta. Questi due territori sono accomunati dalla vicinanza a un lago (rispettivamente il lago di Garda e il lago d'Iseo), nonché dalla conformazione morfologica prevalentemente collinare. I castelli-deposito della Valtenesi e della Franciacorta presentano tutti un'ampiezza simile (bassa, secondo la classificazione di A. Settia), ma differiscono a livello di struttura, sia esterna che interna. Ad esempio, è possibile trovare ricetti con torri perimetrali quadrangolari (Polpenazze e Paratico) o circolari (Moniga e Passirano). Per quanto riguarda la parte interna, alcuni castelli-deposito includono persino delle chiese, come nel caso del castello di San Michele a Ome.
Ricetti della Valtenesi:
- Castello di Moniga del Garda;
- Castello di Padenghe;
- Castello di Polpenazze del Garda;
- Castello di Puegnago del Garda;
- Castello di Soiano del Lago;
- Castello di Solarolo a Manerba del Garda.

Ricetti della Franciacorta:
- Castello di Borgonato;
- Castello di Bornato;
- Castello di Passirano;
- Castello di Provaglio d'Iseo;
- Castello di San Michele a Ome;
- Castello Lantieri a Paratico;
- Castelveder a Monticelli Brusati.

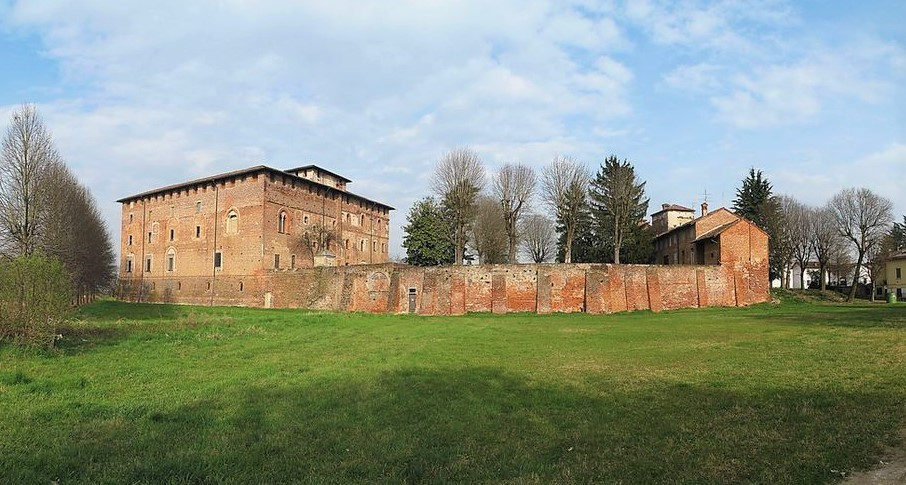
Il castello di Lardirago con a fianco il ricetto

Nella Lombardia occidentale, e in particolare nel territorio di Pavia, tra il XIII e il XIV secolo abbiamo numerosi esempi di castelli dotati di ricetto, che generalmente racchiudeva una vasta corte agricola, provvista di edifici dove venivano custoditi animali e raccolti. Tali ricetti erano difesi da un robusto muro di cinta, che si collegava al castello, e da un fossato, quasi sempre (almeno in pianura) allagato.
- Castello di Lardirago
- Castello di Mirabello
- Castello di Belgioioso
- Castello di San Zenone al Po[5]
- Castello di Scaldasole
- Castello di Albonese
- Castello di Montalto Pavese
- Castello di Rovescala[12]

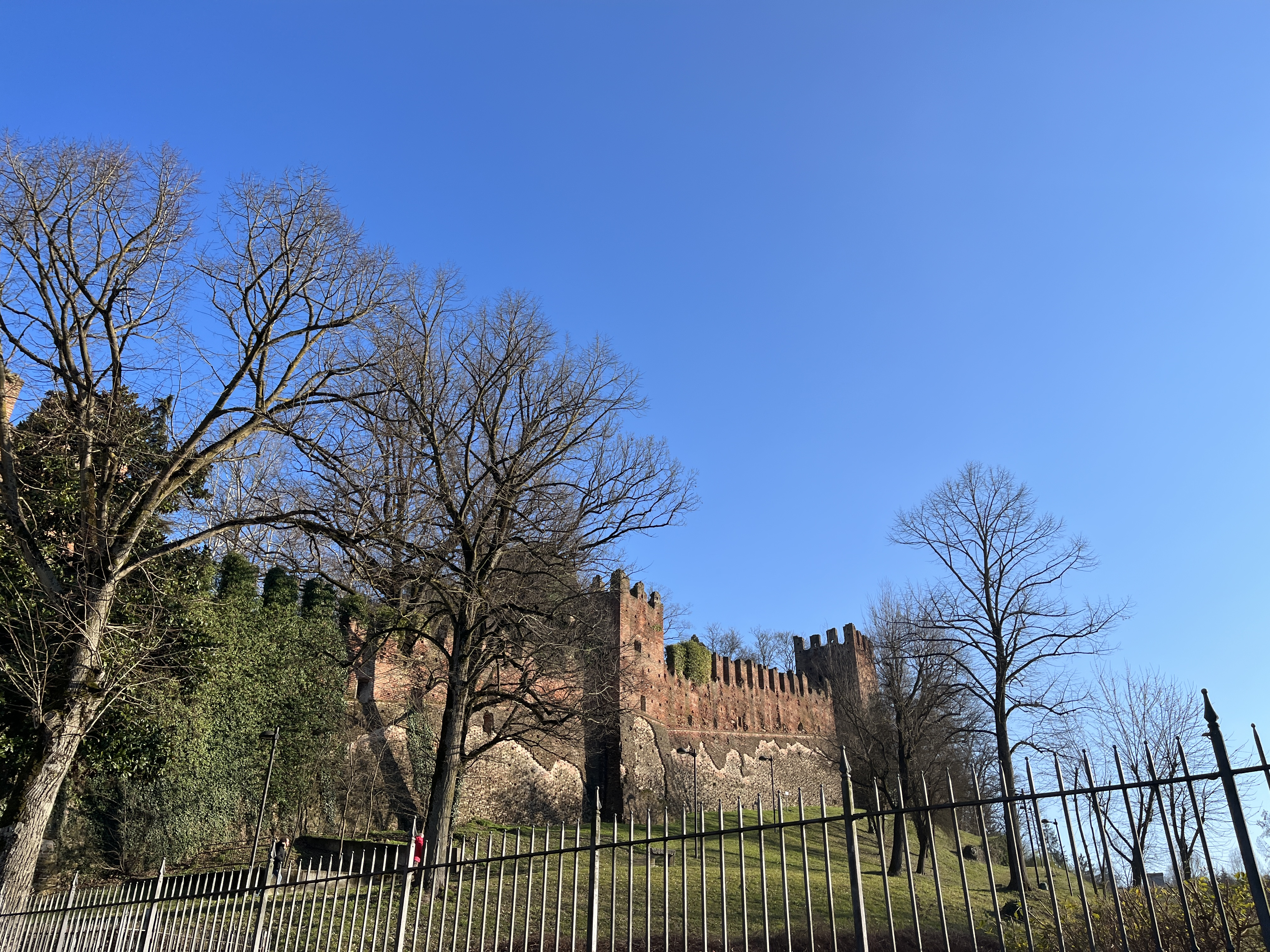
Il castello di San Colombano

Vi sono altresì due rari esempi di ricetto nella città metropolitana di Milano:
- Castello di Cassano d'Adda
- Castello di San Colombano al Lambro (in gran parte smantellato)

### Toscana
- Un ricetto - adiacente ai resti del Teatro Mediceo agli Uffizi di Firenze.

### Lazio
- Ricetto di Collalto Sabino - edificato per scopi difensivi nel corso dell'incastellamento medievale in Italia centrale. Era dotato di due torri di avvistamento.